# Institut universitaire de technologie de Haguenau
L'Institut universitaire de technologie de Haguenau, IUT créé en 1996, est une composante de l'Université de Strasbourg.
Il est installé depuis sa création dans les bâtiments de l'ancien hôpital militaire et bourgeois de Haguenau, devenue Maison centrale, locaux qu'il partage avec la médiathèque municipale.
Il constitue un pôle de formation pour l'industrie du futur en Alsace du Nord. En 2009, il s'équipe pour assurer une formation en photovoltaïque.
L'ensemble des formations de l'IUT de Haguenau sont proposées en formation classique, en alternance et en formation continue.

## Organisation
L'établissement dispose d'une usine-école inaugurée en 2022 et qui a été développée en 2022 avec l'adjonction d'une seconde ligne de production.
Il est composé de trois départements :
- Génie Électrique et Informatique industrielle (GEI)

Ce département propose un BUT (bac +3) et un parcours tri-national en partenariat avec la Hochschule d'Offenburg (en) (Allemagne) et la Haute-Ecole ARC De Neuchâtel (Suisse). Il propose également trois Licence professionnelles : une LP SARI/AII.40 (Systèmes automatisés, réseaux et informatique industrielle - Automatisme Industrielle 4.0, bac +3 en formation continue), une autre LP SARI/CAEA (Chargés d'Affaires Électrotechnique et Automatisme), une LP SARI/IRI (Intégration Robotique Industrielle, bac +3).
- Métiers du Multimédia et de l'Internet (MMI)

Ce département propose 3 parcours de  BUT (bac +3).
- Qualité Logistique Industrielles et Organisation (QLIO)

Ce département propose deux parcours de BUT (bac +3) ainsi une licence professionnelle MEQ (Management des Entreprises par la Qualité, bac+3).

## Divers
- Des étudiants de l'IUT de Haguenau remportent, avec un jeu vidéo, le titre de champion de France du multimédia au festival national des métiers du multimédia et de l’internet (MMI) qui s’est déroulé à l’IUT de Chambéry mi-juin 2022[7].

## Classement
En 2022 l'établissement a été classé 92ème du classement complet réalisé par Thotis.